# ラ・パンパ州
ラ・パンパ州（ラ・パンパしゅう）は、アルゼンチンの州。人口は366,022人（2022年国勢調査）。州都はサンタローサ。

## 隣接州
- コルドバ州
- ブエノスアイレス州
- リオネグロ州
- メンドーサ州
- サンルイス州

## 下位行政区画
1. アトレウコ・デパルタメント（英語版）
2. カレウ・カレウ・デパルタメント（英語版）
3. カピタル・デパルタメント (ラ・パンパ州)（英語版）
4. カトゥリロ・デパルタメント（英語版）
5. チャリレロ・デパルタメント（英語版）
6. チャパレウフ・デパルタメント（英語版）
7. チカル・コー・デパルタメント（英語版）
8. コンエーロ・デパルタメント（英語版）
9. クラコ・デパルタメント（英語版）
10. グアトラチェ・デパルタメント（英語版）
11. ウンカル・デパルタメント（英語版）
12. リウエ・カレル・デパルタメント（英語版）
13. リマイ・マウイダ・デパルタメント（英語版）
14. ロベントゥエ・デパルタメント（英語版）
15. マラコ・デパルタメント（英語版）
16. プエレン・デパルタメント（英語版）
17. ケム・ケム・デパルタメント（英語版）
18. ランクール・デパルタメント（英語版）
19. レアリコ・デパルタメント（英語版）
20. トアイ・デパルタメント（英語版）
21. トレネル・デパルタメント（英語版）
22. ウトラカン・デパルタメント（英語版）